# Nicolás de Cracovia
Nicolás de Cracovia (siglo XV - ca. 1555) (en polaco: Mikołaj z Krakowa), también conocido como Nicolas von Krakau, fue un compositor polaco de la primera mitad del siglo XVI.
Fue organista de la corte de Cracovia y celebrado polifonista de su época. Algunas de sus obras (misas, motetes, madrigales, danzas y preludios) fueron publicados por el también compositor polaco Jan z Lublina desde 1536 hasta 1548.